# Ulrich Wessel
Ulrich Wessel (Bielefeld, 9 de gener de 1946 - Estocolm, 25 d'abril de 1975) va ser un activista polític comunista alemany, militant de l'organització armada Fracció de l'Exèrcit Roig (RAF).
Wessel va ser fill d'un home de negocis i milionari. El 24 d'abril de 1975 va participar en la presa d'ostatges de l'ambaixada de l'Alemanya Occidental a Estocolm, acció reivindicada per l'«escamot Holger Meins» de la RAF. L'endemà, i com a resultat de la detonació accidental d'un càrrega explosiva que els propis assaltants havien col·locat, Wessel morí a l'acte i, el també assaltant Siegfried Hausner, deu dies després. El maig de 1975 va ser enterrat al cementiri de Johannis (Johannisfriedhof) de la seva ciutat natal.
L'any 1991 es va trobar en el lloc de l'assassinat de Detlev Karsten Rohwedder una carta reivindicant l'atemptat en nom de l'«escamot Ulrich Wessel» de la RAF.